# Desmalopex
Desmalopex — род рукокрылых семейства крыланов. Ранее включался в род летучие лисицы (Pteropus). Обитает исключительно на Филиппинах.

## Виды
- Белокрылая летучая лисица (Desmalopex leucopterus)
- Desmalopex microleucopterus